# Ambassade d'Algérie aux États-Unis
L'ambassade d'Algérie aux États-Unis fut établie après l'indépendance de l'Algérie, Chérif Guellal sera nommé premier ambassadeur d'Algérie aux États-Unis, au début de son mandat, une résidence officielle  et un édifice pour l’ambassade sont acquis pour travailler diplomatiquement les relations entre l'Algérie et les États-Unis.

## Histoire de l’édifice
Le 19 juin 1963, Chérif Guellal est décrété officiellement ambassadeur d’Algérie aux États-Unis.
Après son arrivée et durant une année, Chérif Guellal a cherché à avoir un édifice pour l'ambassade d'Algérie aux États-Unis et une résidence, ce qui a provoqué d’abord une compagne de dénigrements à l’égard des Algériens à la suite des nouvelles lois de zonage pour les édifices consulaires et les zones résidentielles, ce qui a fait un écho médiatique et certains médias dont The New York Times ont rapporté les faits en 1964. Enfin, il a pu régler et trouver des endroits valables pour établir le lieu de l’ambassade d’Algérie aux États-Unis ainsi que la résidence. Actuellement, l'ambassade d’Algérie aux États-Unis est située au 2118 Kalorama Road, Washington D.C.

## Ambassadeurs d'Algérie aux États-Unis
| Date de nomination | Date de nomination | Date de départ    | Date de départ | Ambassadeur               |
| ------------------ | ------------------ | ----------------- | -------------- | ------------------------- |
| 1er juillet 1963   | [ JORADP 1 ]       | 1967              |                | Cherif Guellal            |
| 6 juin 1967        |                    | 12 novembre 1974  |                | Rupture des relations.    |
| 1er juin 1977      | [ JORADP 2 ]       | 15 septembre 1979 | [ JORADP 3 ]   | Abdelaziz Maoui           |
| 15 septembre 1979  | [ JORADP 4 ]       | 31 juillet 1982   | [ JORADP 1 ]   | Redha Malek               |
| 1er août 1982      | [ JORADP 1 ]       | 1984              | [ JORADP 1 ]   | Layachi Yaker             |
| 1er septembre 1984 | [ JORADP 5 ]       | 31 décembre 1988  | [ JORADP 6 ]   | Mohamed Sahnoun           |
| 1er septembre 1984 | [ JORADP 5 ]       | 31 décembre 1988  | ,              | Abderahmane Bensid        |
| 1er janvier 1992   | [ JORADP 1 ]       | 31 août 1994      | [ JORADP 8 ]   | Noureddine Yazid Zerhouni |
| 22 janvier 1995    | [ JORADP 9 ]       | 1996              | [ JORADP 1 ]   | Hadj Osmane Benchérif     |
| 1996               | [ JORADP 1 ]       | 1er novembre 1999 | [ JORADP 10 ]  | Ramtane Lamamra           |
| 1er novembre 1999  | [ JORADP 11 ]      | 15 octobre 2004   | [ JORADP 12 ]  | Idriss Djazairy           |
| 27 avril 2005      | [ JORADP 13 ]      | 2 novembre 2008   | [ JORADP 14 ]  | Ahmed Amine Kherbi        |
| 2 novembre 2008    | [ JORADP 15 ]      |                   | [ JORADP 1 ]   | Abdallah Baali            |

## Consulats

### Communauté algérienne aux États-Unis
On les appelle américains d'Algérie, leurs totale population est de 8752 en 2000, les régions avec des populations importantes sont : le Texas, New York, Miami et Chicago.
Les plus connus sont :
- Elias Zerhouni, est un médecin algéro-américain qui a été directeur des National Institutes of Health (NIH) de 2002 à 2008.
- Yasmine Bleeth, est une actrice, elle a joué le rôle de Caroline Holden dans la série Alerte à Malibu.
- Claire Messud, est une romancière, surtout connue comme étant l'auteur du roman The Emperor's Children.
- Jamo Nezzar, est un bodybuilder natif de Batna